# Jacques Grimonpon
Jacques Grimonpon (* 30. Juli 1925 in Tourcoing; † 23. Januar 2013 in Cap Ferret) war ein französischer Fußballspieler.

## Spielerlaufbahn
Der linke Verteidiger spielte nach dem Zweiten Weltkrieg beim OSC Lille, mit dem er 1946 den Doublé (französischer Meister und Pokalsieger in derselben Saison) gewann; dabei war der 20-Jährige allerdings lediglich in sieben Punktspielen zum Einsatz gekommen und stand auch nicht in der siegreichen Finalelf des Landespokals. Als Lille 1947 erneut den Pokal nach Nordfrankreich holte, wurde er im Endspiel wiederum nicht eingesetzt; auf den Verteidigerpositionen spielten in beiden Jahren Marceau Somerlinck und Joseph Jadrejak.
Für die Zeit zwischen 1947 und 1949 existiert eine Lücke in den Darstellungen. Anschließend spielte er bei den Zweitligisten Lyon Olympique Universitaire (1949/50, Platz 7 in der Abschlusstabelle) bzw. Olympique Lyon (1950/51), der bei Saisonende als Zweitligameister aufstieg. Jacques Grimonpon zog es allerdings in den Norden zurück, wo er mit dem Erstdivisionär Le Havre AC zweimal einen Mittelfeldrang in der Tabelle belegte.
Ab 1953 stand er bei den Girondins Bordeaux unter Vertrag. Dort wurde er 1954 Dritter und spielte auch persönlich eine so starke Saison, dass er in das französische Aufgebot zur Fußball-Weltmeisterschaft 1954 berufen wurde. In der Schweiz kam er aber nicht zum Einsatz, und er hat auch danach das blaue Trikot der A-Nationalelf nie getragen.
Im Verein war er ab 1954 Spielführer der Mannschaft, die 1955 als Sechster des Abschlussklassements erneut um die Meisterschaft mitspielte. Zudem erreichten seine Girondins im gleichen Jahr das Pokalendspiel – das erste, in dem er auch selbst zum Einsatz kam –, mussten sich darin allerdings Lille OSC mit 2:5 beugen. Ein Jahr später stieg Bordeaux als Liga-17. überraschend ab; Grimonpon hielt dem Klub aber auch in der Zweitklassigkeit die Treue. Nachdem es mit dem sofortigen Wiederaufstieg nicht klappte, beendete der Abwehrspieler 1957 seine Profikarriere.

### Stationen
- Lille Olympique SC (1945–1947)
- Lyon Olympique Universitaire (1949/50, in D2)
- Olympique Lyon (1950/51, in D2)
- Le Havre Athletic Club (1951–1953)
- Girondins de Bordeaux (1953–1957, 1956/57 in D2)

## Palmarès
- Französischer Meister: 1946
- Französischer Pokalsieger: 1946, 1947 [jeweils ohne Endspieleinsatz] (und Finalist 1955)
- Mitglied des französischen WM-Aufgebots 1954
- mindestens 171 Spiele und 3 Tore in der Division 1, davon mind. 7/0 für Lille, 64/1 für Le Havre und 100/2 für Bordeaux[5]